# Шола, Иван
Иван Шола (хорв. Ivan Šola, 12 декабря 1961, Сплит) — хорватский бобслеист, пилот, выступает за сборную Хорватии с 1999 года. Участник трёх зимних Олимпийских игр, неоднократный победитель национального первенства, участник чемпионатов мира и многих этапов Кубков Европы и мира. Прежде чем перейти в бобслей был мотогонщиком.

## Биография
Иван Шола родился 12 декабря 1961 года в городе Сплит. С юных лет увлёкся скоростными видами спорта, в молодости был успешным мотогонщиком, неоднократно побеждал в чемпионате Хорватии по мотогонкам, в 2003 году участвовал в водно-моторной «Формуле 2000». Активно заниматься бобслеем начал в 1999 году, тогда же в качестве пилота прошёл отбор в национальную сборную и стал ездить на крупные международные старты, порой показывая довольно неплохой результат. Благодаря череде удачных выступлений удостоился права защищать честь страны на зимних Олимпийских играх 2002 года в Солт-Лейк-Сити, где с четырёхместным экипажем финишировал двадцать шестым.
В последующих сезонах Шола держался в тридцатке сильнейших в общем зачёте Кубка мира, участвовал в заездах чемпионата мира 2005 года в канадском Калгари, занял здесь тридцать седьмое место с двойкой и двадцать четвёртое с четвёркой, и это лучший его результат на мировых первенствах. Набрав достаточное количество рейтинговых очков, прошёл квалификацию на Олимпиаду 2006 года в Турин, в итоге в зачёте четвёрок показал двадцать третье время. Позже из-за высокой конкуренции вынужден был выступать на второстепенных менее значимых турнирах вроде Кубка Европы, но был здесь весьма успешен, часто попадал в лучшую двадцатку. На чемпионате мира 2007 года в швейцарском Санкт-Морице был с четвёркой двадцать пятым.
Два сезона Иван Шола провёл на этапах североамериканского кубка, несколько раз останавливался в шаге от призовых позиций, например, на отдельных трассах занимал шестое, седьмое и восьмое места, но выиграть медаль ему так и не удалось. Будучи лидером хорватской сборной, в 2010 году ездил на Олимпийские игры в Ванкувере, впоследствии в зачёте четвёрок закрыл здесь двадцатку сильнейших. Несмотря на почтенный возраст, после этих заездов продолжил карьеру бобслеиста, так, на мировом первенстве 2011 года в немецком Кёнигсзее был тридцать первым с двухместным экипажем и тридцатым с четырёхместным, а два года спустя на чемпионате мира в Санкт-Морице показал тридцать пятое время. В настоящий момент остаётся самым возрастным действующим бобслеистом.
Помимо карьеры спортсмена в разное время Шола занимал различные должности в хорватских спортивных организациях. В 2007 году выбран членом совета Хорватской федерации мотоспорта, с 2011 года является президентом Хорватской федерации по бобслею и скелетону. Кроме того, владеет магазином по продаже мотоциклов и автошколой.